# Lussan (Gard)
Lussan  ist eine Gemeinde mit 531 Einwohnern (Stand 1. Januar 2022) im französischen Département Gard.
Die touristisch geprägte Ortschaft liegt auf einer Bergkuppe über dem Tal des Flusses Aiguillon. Lussan ist Mitglied der Vereinigung der schönsten Dörfer Frankreichs.
Der 5,6 Meter hohe Menhir La Pierre Plantée (auch „la Peyro Plantado“ oder okzitanisch „la Leca“ – deutsch „der Stein“ – genannt) steht in der Garrigue, abseits des Ortes.

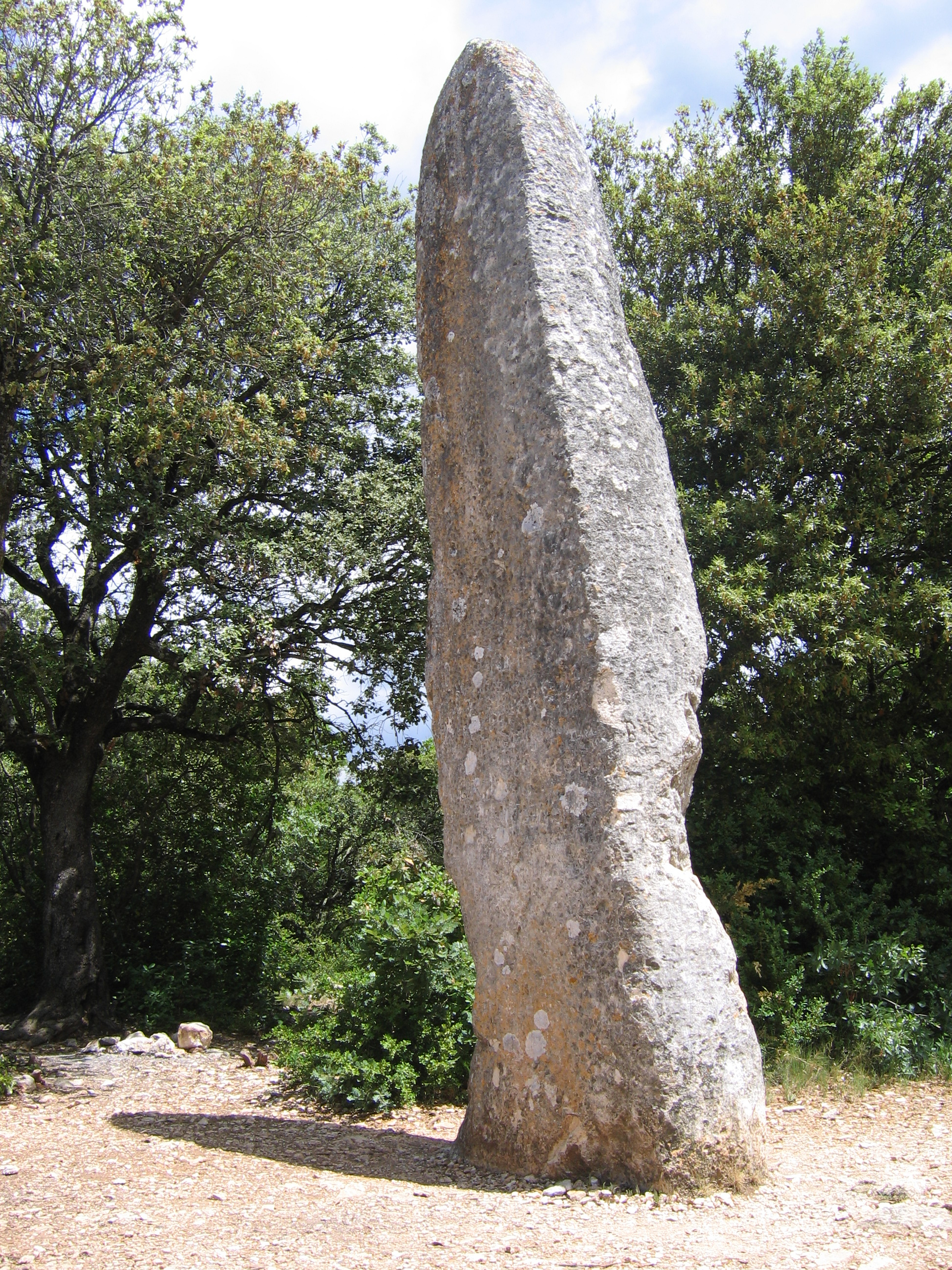
Menhir La Pierre Plantée

## Bevölkerungsentwicklung
| Jahr                       | 1962 | 1968 | 1975 | 1982 | 1990 | 1999 | 2007 | 2017 |
| -------------------------- | ---- | ---- | ---- | ---- | ---- | ---- | ---- | ---- |
| Einwohner                  | 271  | 268  | 294  | 331  | 357  | 402  | 450  | 486  |
| Quellen: Cassini und INSEE |      |      |      |      |      |      |      |      |